# Janków (Kalisz)
Pour les articles homonymes, voir Janków.
Janków est une localité polonaise de la gmina de Żelazków, située dans le powiat de Kalisz en voïvodie de Grande-Pologne.